# Volonté de vivre
 (septembre 2022).
La mise en forme du texte ne suit pas les recommandations de Wikipédia : il faut le « wikifier ».
Les points d'amélioration suivants sont les cas les plus fréquents. Le détail des points à revoir est peut-être précisé sur la page de discussion.
- Les titres sont pré-formatés par le logiciel. Ils ne sont ni en capitales, ni en gras.
- Le texte ne doit pas être écrit en capitales (les noms de famille non plus), ni en gras, ni en italique, ni en « petit »…
- Le gras n'est utilisé que pour surligner le titre de l'article dans l'introduction, une seule fois.
- L'italique est rarement utilisé : mots en langue étrangère, titres d'œuvres, noms de bateaux, etc.
- Les citations ne sont pas en italique mais en corps de texte normal. Elles sont entourées par des guillemets français : « et ».
- Les listes à puces sont à éviter, des paragraphes rédigés étant largement préférés. Les tableaux sont à réserver à la présentation de données structurées (résultats, etc.).
- Les appels de note de bas de page (petits chiffres en exposant, introduits par l'outil «  Source ») sont à placer entre la fin de phrase et le point final[comme ça].
- Les liens internes (vers d'autres articles de Wikipédia) sont à choisir avec parcimonie. Créez des liens vers des articles approfondissant le sujet. Les termes génériques sans rapport avec le sujet sont à éviter, ainsi que les répétitions de liens vers un même terme.
- Les liens externes sont à placer uniquement dans une section « Liens externes », à la fin de l'article. Ces liens sont à choisir avec parcimonie suivant les règles définies. Si un lien sert de source à l'article, son insertion dans le texte est à faire par les notes de bas de page.
- La présentation des références doit suivre les conventions bibliographiques. Il est recommandé d'utiliser les modèles {{Ouvrage}}, {{Chapitre}}, {{Article}}, {{Lien web}} et/ou {{Bibliographie}}. Le mode d'édition visuel peut mettre en forme automatiquement les références.
- Insérer une infobox (cadre d'informations à droite) n'est pas obligatoire pour parachever la mise en page.

Pour une aide détaillée, merci de consulter Aide:Wikification.
Si vous pensez que ces points ont été résolus, vous pouvez retirer ce bandeau et améliorer la mise en forme d'un autre article.
La volonté de vivre ou Wille zum Leben est un concept développé par le philosophe allemand Arthur Schopenhauer, la volonté étant une "impulsion irrationnelle, aveugle, incessante, sans connaissance" qui dirige les comportements instinctifs, provoquant un effort insatiable et sans fin dans l'existence humaine, sans lequel la nature ne pourrait exister.
Cela n'a rien à voir avec le concept de volonté de survie utilisé en psychologie, qui est discuté plus loin dans cet article, puisque Schopenhauer parlait de l'unité de base derrière le fait de faire ou de penser quoi que ce soit, et non de la pulsion de base derrière le fait de courir ou de se battre dans des conditions de danger de mort (ce qui, dans ses termes, serait une dissimulation du simple effort aveugle pour l'existence sans but, c'est-à-dire une représentation théâtrale de la Nature dans ses formes de matière toujours changeantes).
Il existe des corrélations significatives entre la volonté de vivre et les sources de détresse existentielles, psychologiques, sociales et physiques. De nombreuses personnes, qui ont surmonté des expériences de mort imminente sans explication, ont décrit la volonté de vivre comme une composante directe de leur survie. La différence entre le désir de mourir et le désir de vivre est également un facteur de risque unique pour le suicide.